# Arjeplog
Arjeplog – miejscowość (tätort) w Szwecji, w regionie administracyjnym (län) Norrbotten, siedziba gminy Arjeplog.
Według danych Szwedzkiego Urzędu Statystycznego liczba ludności wyniosła: 1822 (31 grudnia 2015), 1782 (31 grudnia 2018) i 1752 (31 grudnia 2019).

## Urodzeni w Arjeplog
- Lars Levi Læstadius (1800 – 1861) – botanik, pastor, założyciel ruchu odrodzeniowego, nazwanego laestadianizmem[2]